# Liste des capitaines de la ville de Morlaix

## Liste des capitaines de la ville de Morlaix
| Dates | Titulaire              | Duc ou Roi                    | Notes | Blason |
| ----- | ---------------------- | ----------------------------- | --- | ------ |
| 1341  | Bizien de Keranrais    | Jean III                      | Vairé d'argent et de gueules                                                                                |        |
| 1345  | William de Bohun       | Édouard III, Roi d'Angleterre | blasonnement                                                                                                |        |
| 1352  | Yves Charruel          | Charles de Blois              | De gueules à la fasce d'argent                                                                              |        |
| 1366  | Yvan de Kerret         | Jean IV                       | blasonnement                                                                                                |        |
| 1381  | Jean de Penhoet        | Jean IV                       | D'or, à la fasce de gueules                                                                                 |        |
| 1385  | Silvestre Campson      | Jean IV                       | blasonnement                                                                                                |        |
| 1395  | Even, vicomte du Faou  | Jean IV et Jean V             | D'azur au léopard d'or                                                                                      |        |
| 1402  | Jean de Penhoët        | Jean V                        | D'or, à la fasce de gueules                                                                                 |        |
| 1450  | Payen Gaudin           | Pierre II                     | blasonnement                                                                                                |        |
| 1457  | Jehan                  | Arthur III                    | blasonnement                                                                                                |        |
| 1470  | Jean III du Quélennec  | François II                   | D'hermine, au chef de gueules chargé de trois fleurs-de-lis d'or                                            |        |
| 1472  | Jean IV du Quelennec   | François II                   | D'hermine, au chef de gueules chargé de trois fleurs-de-lis d'or                                            |        |
| 1476  | Guyon le sénéchal      | François II                   | De sable à cinq fusées d'argent accolées en bandes, accorstées de six besants du même, trois de chaque côté |        |
| 1478  | Jean de Kerloaguen     | François II                   | blasonnement                                                                                                |        |
| 1484  | Pierre du Quelennec    | François II                   | D'hermine, au chef de gueules chargé de trois fleurs-de-lis d'or                                            |        |
| 1487  | Maurice du Mené        | François II                   | blasonnement                                                                                                |        |
| 1489  | Mériadec de Guicasnou  | Anne                          | blasonnement                                                                                                |        |
| 1505  | François des Fossés    | Roi                           | blasonnement                                                                                                |        |
| 1518  | François de Broon      | Roi                           | blasonnement                                                                                                |        |
| 1525  | François de Boisriou   | Roi                           | blasonnement                                                                                                |        |
| 1537  | Jean d'Acigné          | Roi                           | D'hermine, à la fasce de gueules chargée de trois fleurs de lys d'or.                                       |        |
| 1539  | Yves de Goëzbriand     | Roi                           | D'azur à la fasce d'or                                                                                      |        |
| 1543  | François de Goëzbriand | Roi                           | D'azur à la fasce d'or                                                                                      |        |